# Kara Kitai

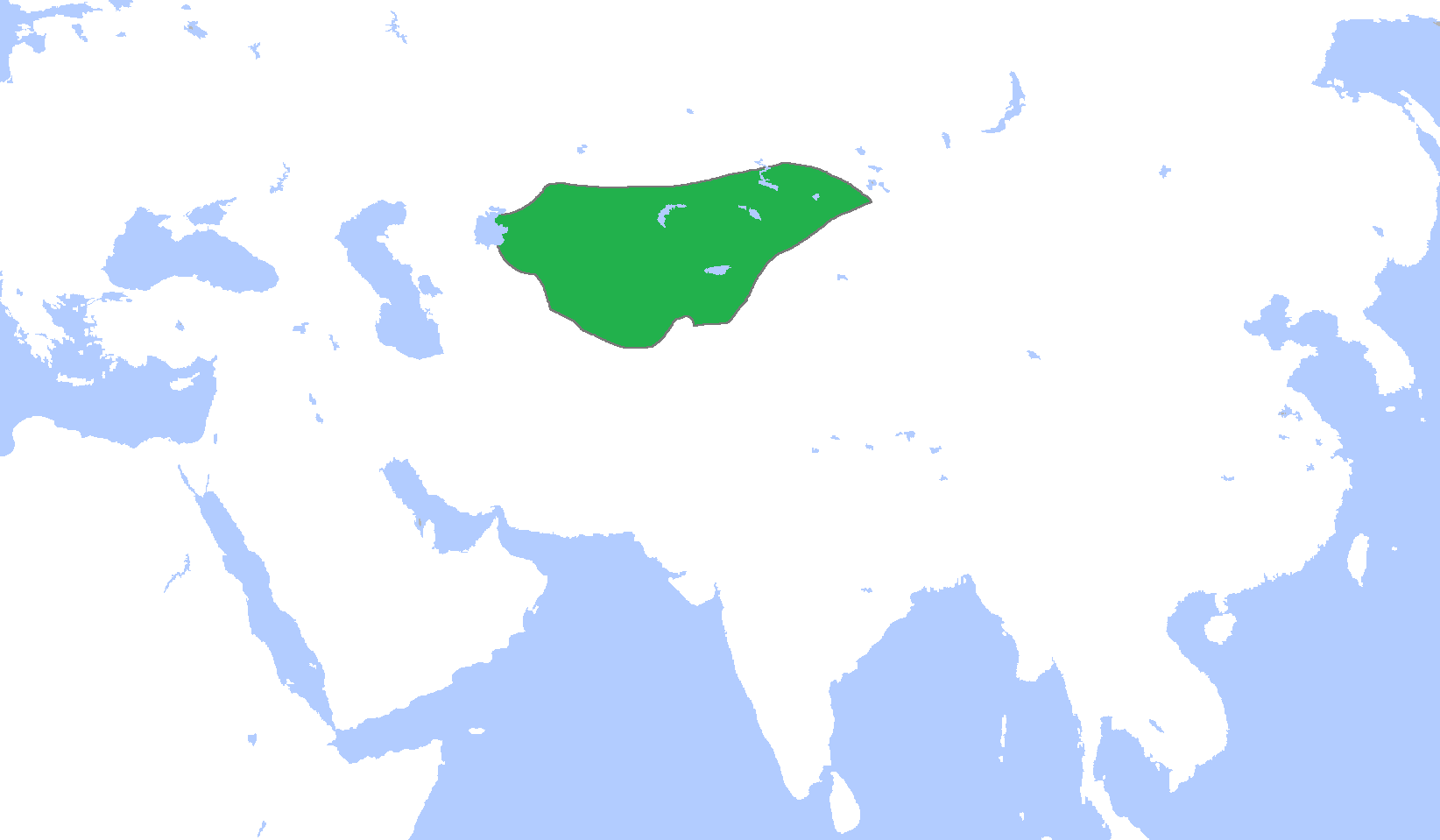
Lage des Reiches der Kara Kitai um 1200

Die Kara Kitai oder Kara Chitai (DMG Qara Ḫitai, deutsch „schwarze Kitai“) oder Westliche Liao-Dynastie (chinesisch 西遼, Pinyin Xī Liáo) waren eine Dynastie, die ein Großreich in Zentralasien – vom Süden des heutigen Kasachstans bis zum heutigen Xinjiang – gründete und die Epoche von 1128 bis 1218 entscheidend mitgestaltete, bis ihr Reich von Dschingis Khan erobert wurde.

## Geschichte
Die Kara (d. h. Schwarzen) Kitai stammten von den Kitan-Nomaden ab, die zwischen 907 und 1125 das Liao-Reich in Nordostchina und der Mongolei gebildet hatten. Nach der Zerschlagung dieses Reichs durch die Dschurdschen im Jahr 1125 wurde ein Teil der Stämme nach Westen getrieben, wo sie sich als Kara Kitai neu formierten. Einige Historiker bezeichnen die Kara Kitai-Herrschaft daher als „Westliche Liao“ (Xi Liao) und die Epoche bis 1125 in Nordostchina demgegenüber als „Nördliche Liao“.

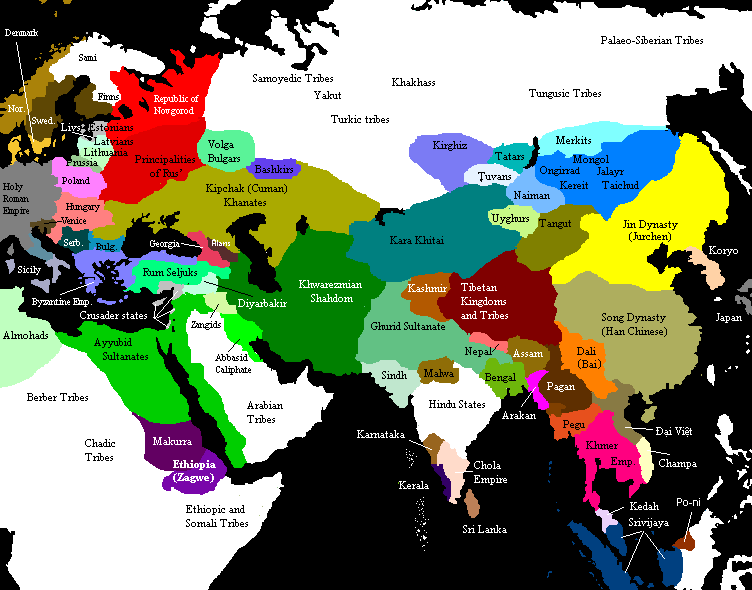
Lage des Kara-Kitai-Reiches in Asien um 1200 vor der mongolischen Herrschaft

Sie wurden zunächst von den östlichen Karachaniden (d. h. „Schwarze Khan“) gegen nomadische Aufständische zur Hilfe gerufen, besiegten die Karachaniden aber bald selbst und besetzten große Teile Kaschgariens und des Siebenstromlands. Unter Khan Yelü Dashi (Yel-Lü-Tashih, reg. 1124–1143) erfolgte die Gründung eines neuen Steppenreiches im Siebenstromland, wobei die Verwaltung von Nomaden und Bauern streng getrennt wurde. Hauptstadt wurde Balasagun im heutigen Kirgisistan.
Als es nach 1137 zu Angriffen auf die westlichen Karachaniden in Transoxanien kam, führte dies bald zum Zusammenstoß mit den Seldschuken. Diese wurden 1141 von den Kara Kitai in der Katwansteppe schwer geschlagen. Darauf erkannten sowohl die Choresm-Schahs als auch die (zu diesem Zeitpunkt nicht mehr relevanten) Karachaniden in Transoxanien die Oberhoheit der Kara Kitai an. Die Kara Kitai waren Altaier, ein Reitervolk aus der Steppe, dem die Berge als Platz der Toten unheimlich erschienen. „Sie verehrten einen Berg- und Kriegsgott und neben der Erdgöttin auch noch andere Götter. Der Hauptkult war der Sonne gewidmet. Die Kara Kitai hatten eine eigene Schrift und müssen eine entfaltete Literatur und Kunst besessen haben. Leider sind in den folgenden Jahrhunderten die Städte des Kitai-Staates in Kriegen und Aufständen verwüstet worden, und keine Bibliothek überdauerte die Fährnisse der Zeit.“
Nach dem Höhepunkt des Reiches um die Mitte des 12. Jahrhunderts kam es gegen Ende des Jahrhunderts zu Kämpfen mit den Choresmiern, die sich aus der Oberhoheit der Kara Kitai befreit hatten und nach Aufständen in den Städten auch Transoxanien erobern konnten. 1210 wurden die Kara Kitai von den Choresmiern unter Muhammad II. besiegt, woraufhin der am Hof beliebte Naimanenprinz Kütschlüg seinen Schwiegervater, den Khan Yelü Zhilugu (reg. 1178–1211), in einer Folge von Armeerevolten unter Hausarrest stellte.
Kütschlüg konnte sich noch bis 1218 behaupten, bevor sich die Bevölkerung seines Reiches aufgrund seiner Maßnahmen gegen die ansässigen Stämme  und seiner Verfolgung der Muslime in Kaschgar und Chotan (er war ein zum Buddhismus übergetretener Nestorianer) freiwillig den anrückenden Mongolen  unterwarf und er auf der Flucht getötet wurde. Mit Dschingis Khan verband ihn eine langjährige Rivalität, da er sich dessen Expansion entgegenstellt hatte, bevor er zu den Kara-Kitai fliehen musste .
Die Kara Kitai existierten am Rand anderer Herrschaftsgebiete aber möglicherweise bis ins 14. Jahrhundert weiter, als Timur Lenk von Samarkand aus das Tschagatai-Khanat eroberte.